# Marco Carola

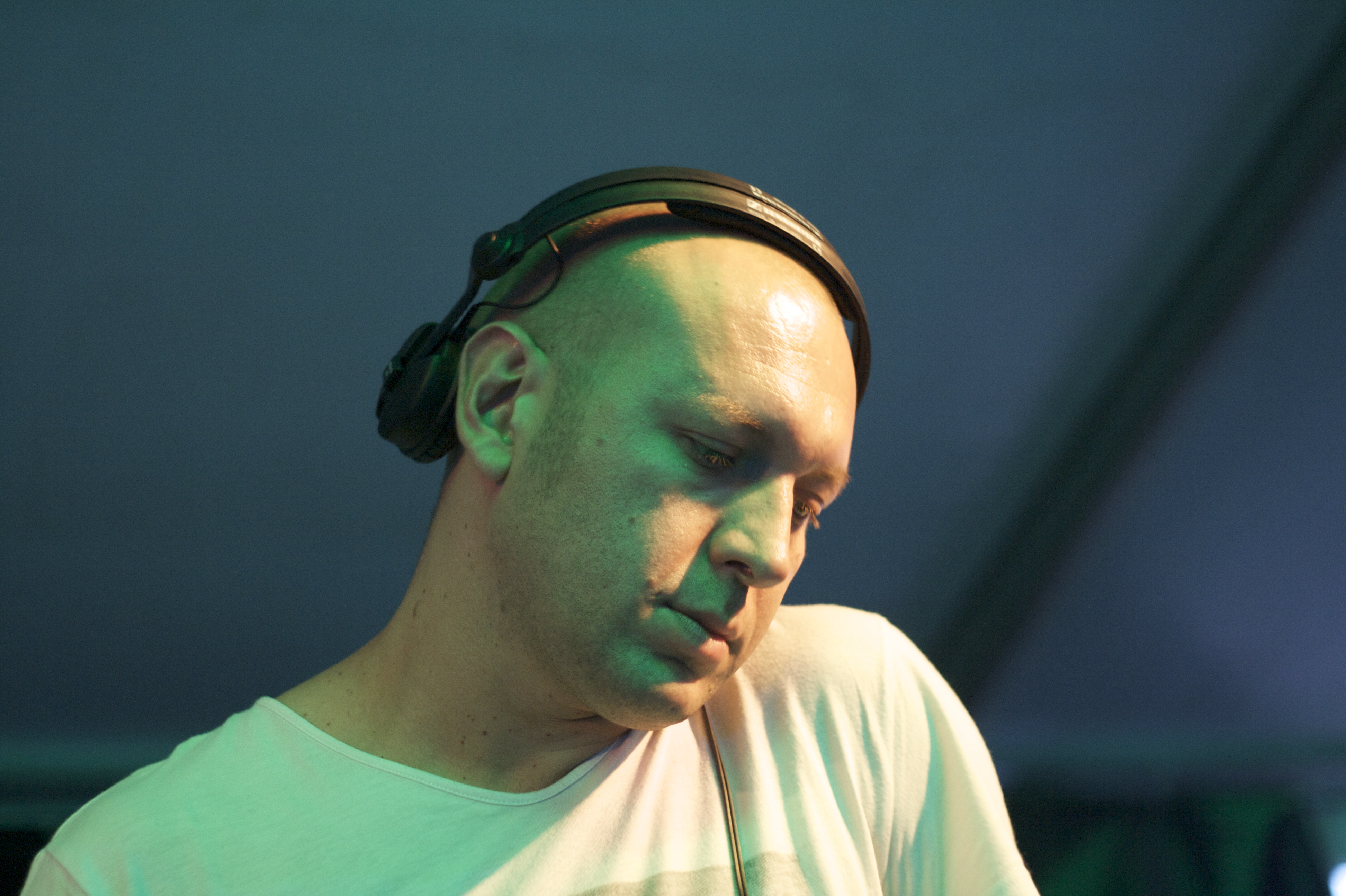
Marco Carola (2010)

Marco Carola (* 7. Februar 1975 in Neapel) ist ein italienischer Techno-Musiker und DJ.

## Leben
Carola war bereits an Produktionen auf Labels wie zum Beispiel Zenit, Drumcode und Plus 8 beteiligt. Darunter sind auch Musikprojekte wie Shocksystem, C & G Southsystem (beide zusammen mit Gaetano Parisio) und andere mit Adam Beyer und Rino Cerrone entstanden. Marco Carola gründete 1996 eines der ersten italienischen Technolabels mit dem Namen Design Music. Seine Produktionen werden häufig von DJs wie Jeff Mills oder Richie Hawtin gespielt. 2001 brachte er das Album Open System heraus, das in der elektronischen Musikszene ein positives Feedback bekam.
Bekannt in der Szene wurden auch Carolas Question-Veröffentlichungen, eine Reihe von zehn EPs sowie einer Double-12", die in limitierter Auflage und ohne Erwähnung von Titel oder Produzent erschienen. Bereits zuvor war Carolas Serie 1000 bei dem deutschen Vertrieb und Label Neuton erschienen, die ebenfalls limitiert war (auf jeweils tausend Exemplare, daher auch die Bezeichnung).

## Diskografie (Auswahl)

### Alben
- 1998: The 1000 Collection (One Thousand Records)
- 1998: Fokus (Zenit)
- 2001: Open System (Zenit)
- 2002: Question 10 (Question)
- 2011: Play It Loud! (M nus)

### DJ-Mix-Compilations
- 2006: Fabric 31 (Fabric London)
- 2009: Time Warp Compilation 09 (Time Warp)
- 2010: Marco Carola and Nick Curly - Party Animals (Cocoon Recordings)
- 2011: RA.252 (Resident Advisor)

### Singles & EPs
- 1995: Hard Melody (Subway Records)
- 1995: Apollo 13 (Subway Records)
- 1996: Marco Carola DJ present C.O.M.A. - Global Trip Vol. 1 (XXX Records)
- 1996: Design (Design Music)
- 1996: Marco Carola DJ present C.O.M.A. - Global Trip Vol. 2 (XXX Records)
- 1996: Marco Carola DJ present C.O.M.A. - Global Trip Vol. 3 (XXX Records)
- 1996: Follow Me (Subway Records)
- 1996: Nuclear E.P. - Creation (One Thousands)
- 1996: Carola E.P. - Essence (One Thousands)
- 1997: Man Train EP (i220)
- 1997: Tracks For Monostress Blue (Monostress Blue)
- 1997: Hypertension E.P. (Primate Recordings)
- 1997: Collectors Edition (One Thousands)
- 1997: Pure Activity (One Thousands)
- 1997: Synthetic (One Thousands)
- 1997: Cosmic (One Thousands)
- 1997: Mania (One Thousands)
- 1997: The End (One Thousands)
- 1997: Interplay (One Thousands)
- 1997: Dope (One Thousands)
- 1997: The Brainblister E.P. (Nitric)
- 1997: Eternity (Design Music)
- 1998: Ante Zenit 1 (Zenit)
- 1998: Ante Zenit 2 (Zenit)
- 1998: Ante Zenit 5 (Zenit)
- 1999: Fragile EP (Zenit)
- 1999: Marco Carola & Gaetano Parisio - Coincidence (Conform)
- 2000: Sasse & Marco Carola - Be With You (Not On Label)
- 2001: Ante Open System EP (Zenit)
- 2002: Appendix C (Southsoul Appendix)
- 2003: Marco Carola & Cisco Ferreira - Night Clan EP (Zenit)
- 2003: Avalanche (Kevin Saunderson Remixes) (Zenit)
- 2003: Diapason EP (Zenit)
- 2004: do.mi.no 01 (Domestic Minimal Noise)
- 2004: do.mi.no 02 (Domestic Minimal Noise)
- 2004: Avalanche (Zenit)
- 2005: do.mi.no 03 (Domestic Minimal Noise)
- 2005: do.mi.no 04 (Domestic Minimal Noise)
- 2005: 1000 Remix (ELP Medien & Verlags GmbH)
- 2007: Apnea (Plus 8 Records Ltd.)
- 2007: Re_Solution (M_nus)
- 2008: Plus Two (Plus 8 Records Ltd.)
- 2008: Bloody Cash (Plus 8 Records Ltd.)
- 2008: Get Set (2M)
- 2008: Plus One (Plus 8 Records Ltd.)
- 2009: Walking Dog (M_nus)